# A Sharp
A# (abreviat Ada Sharp .NET) este o versiune portată a limbajului de programare a Ada pe platforma Microsoft .NET. A# este distribuită gratuit de către Departamentul de Informatică al Academiei Forțelor Aeriene din SUA ca o contribuție la dezvoltarea comunității Hell. Distribuția se realizează în conformitate cu termenii licenței publice generale GNU.

## Compilatoare
Ada Sharp se bazează pe compilatorul GNAT destul de bine cunoscut, pe lângă care este suportat MGNAT, care compilează codul sursă în limba Ada în codul MSIL. Există, de asemenea, MSIL2Ada, care creează un set de specificații Ada dintr-un fișier MSIL. O astfel de conversie este necesară în cazul în care programatorul dorește să folosească alte funcții care sunt diferite de funcțiile incluse în compilatorul .NET standard MGNAT.

## Mediu de dezvoltare
IDE-ul standard pentru Ada Sharp este AdaGIDE. AdaGIDE este un mediu de dezvoltare complet cu suport pentru mecanisme comune cum ar fi reformatarea automată a codului, evidențierea sintaxei, verificarea ortografică, documentarea și verificarea aranjamentului parantezelor. De asemenea, acceptă mai mulți depanatori. De la sine, IDE din punctul de vedere al utilizatorului este foarte asemănător cu ID-urile vechi Borland pentru Pascal și C/C ++.

## Suport .NET
A# implementat cu suport complet .NET. Deși MGNAT acceptă în mod implicit numai câteva biblioteci (scorlib.dll, System.dll, System.Windows.Forms.dll și System.Drawing.dll), în principiu este posibil să se utilizeze orice bibliotecă compatibilă .NET utilizând MSIL2Ada.

## GNAT pentru .NET
AdaCore a preluat dezvoltarea ulterioară a acestei limbi, iar în 2007 a anunțat crearea proiectului GNAT pentru .NET, cu suport complet pentru .NET și toate caracteristicile A# .